# Viszar Muszliu
Viszar Muszliu (cirill betűs írással: Висар Муслиу; Gosztivar, 1994. november 13. –) macedón válogatott labdarúgó, a Paderborn hátvédje.

## Pályafutása

### Klubcsapatokban
Muszliu a macedón Renova akadémiáján nevelkedett, a felnőtt csapatban 2012-ben mutatkozott be. Fél évet eltöltött kölcsönben a Gostivariban is. 2014 nyarán a svájci St. Gallen szerződtette, ám pályára nem lépett a csapat színeiben, így előbb kölcsönszerződés keretében, majd végleg visszakerült a Renovához.  
2017. június 3-án a Vardar igazolta le, 2017-ben tagja volt a klub Európa-liga csoportkörös csapatának. 2018 januárjában igazolt a Skendijához, mellyel 2018-ban és 2019-ben is bajnoki címet szerzett. 62 tétmérkőzésen kilencszer volt eredményes a klub színeiben. 
2019. augusztus 5-én a MOL Fehérvár szerződtette. 2022. január 19-én a német Ingolstadt csapatába igazolt. 2023 júniusában a Paderborn szerződtette.

### A válogatottban
Többszörös macedón utánpótlás-válogatott, az U21-es csapat tagjaként részt vett a 2017-es U21-es labdarúgó-Európa-bajnokságon. Az utolsó csoportmérkőzésen - amelyet Portugália ellen vívtak - csereként lépett pályára a 28. percben a megsérülő Marjan Radeszki helyére. A felnőtt válogatottban 2017. szeptember 2-án mutatkozott be Izrael ellen.

#### Góljai a macedón válogatottban
| #  | Dátum            | Ellenfél      | Eredmény | Kiírás       | Esemény |
| -- | ---------------- | ------------- | -------- | ------------ | ------- |
| 1. | 2017. október 9. | Liechtenstein | 4 – 0    | Vb-selejtező | 36'     |

## Sikerei, díjai

### Klub
Skendija
- Macedón bajnokság
  - bajnok: 2017–18, 2018–19
- Macedón kupa
  - győztes: 2017–18

 MOL Fehérvár
- Magyar labdarúgó-bajnokság ezüstérmes: 2019–20
- Magyar labdarúgó-bajnokság bronzérmes: 2020–21

### Egyéni
- Az év észak-macedón labdarúgója: 2019[9]